# تاتسوئو سایتو
تاتسوئو سایتو (به ژاپنی: 斎藤 達雄 Saitō Tatsuo)؛(۱۰ ژوئن ۱۹۰۲ – ۲ مارس ۱۹۶۸) بازیگر و کارگردان فیلم اهل ژاپن بود. او در بیش از یک صد فیلم از ۱۹۲۵ تا ۱۹۶۷ ظاهر شد.
از فیلم‌ها یا برنامه‌های تلویزیونی که وی در آن نقش داشته است، می‌توان به بانو چه چیز را فراموش کرد؟، روزهای جوانی، گروه کر توکیو و قبول نشدم، اما… اشاره کرد.